# Lapaeumides actor
Lapaeumides actor är en fjärilsart som beskrevs av Johan Wilhelm Dalman 1824. Lapaeumides actor ingår i släktet Lapaeumides och familjen Castniidae. Inga underarter finns listade i Catalogue of Life.